# درخت شاد
درخت شاد (نام علمی: Camptotheca) نام یک سرده از تیره زغال‌اخته‌ایان است.